# Heinrich Landis (Unternehmer, 1833)

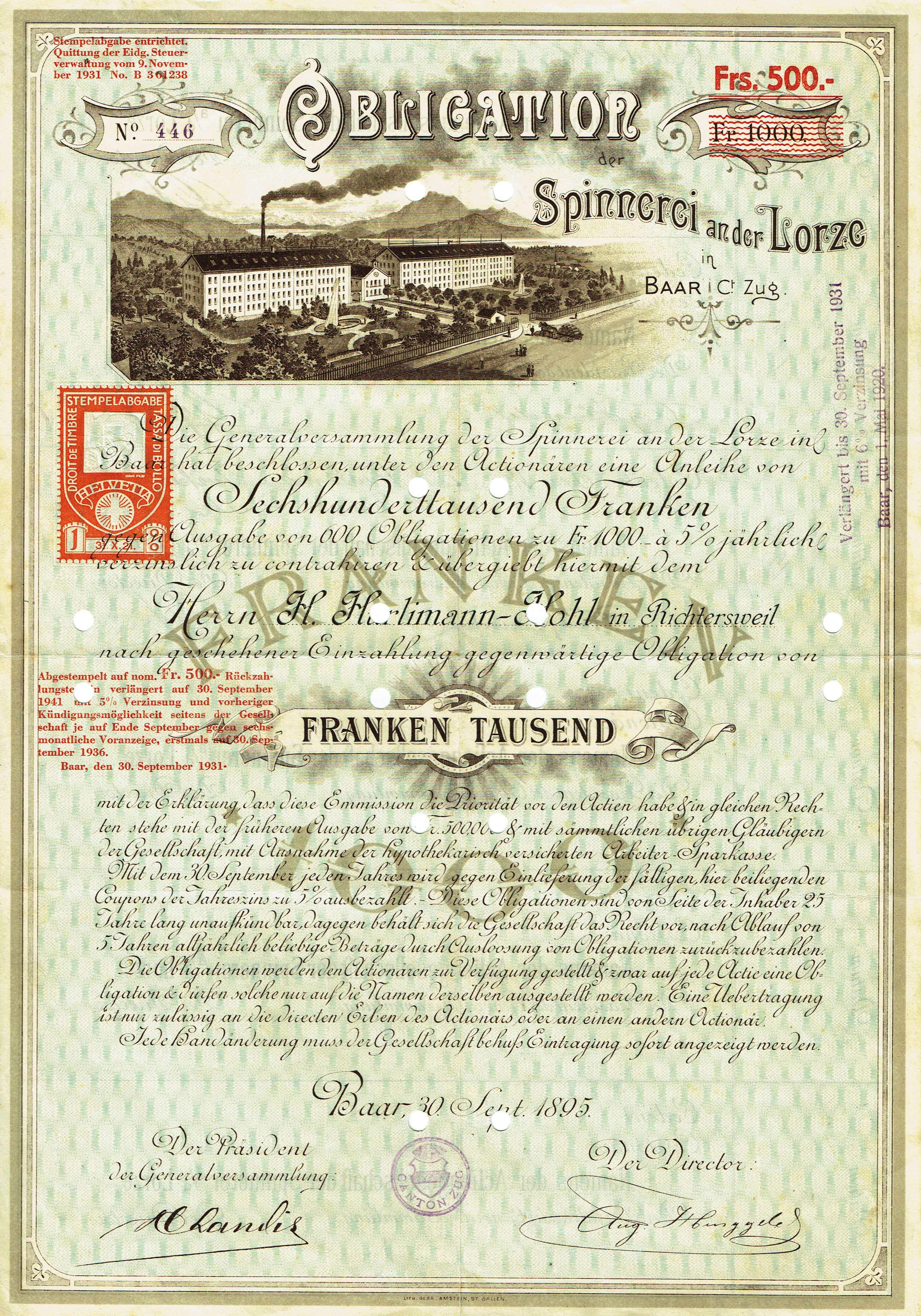
Obligation der Spinnerei an der Lorze vom 30. September 1895; Faksimileunterschriften von Heinrich Landis und August Henggeler

Heinrich Landis (* 8. Oktober 1833 in Richterswil; † 10. Juni 1915 ebenda, von Richterswil) war ein Schweizer Kaufmann und Politiker (Liberale). 
Landis besuchte zunächst die Industrieschule in Zürich, danach absolvierte er eine Ausbildung zum Seidenkaufmann in Lyon, Mailand, Philadelphia und New York. 1859 kehrte er wieder in die Schweiz zurück und arbeitete in Richterswil. In den Jahren 1863–66 war er zum Gemeindepräsidenten ernannt worden. Bei den Parlamentswahlen 1878 wurde er für die Liberale Partei in den Nationalrat gewählt, dem er bis 1890 angehörte. Daneben amtete er in verschiedenen Verwaltungsräten, darunter der Spinnerei an der Lorze in Baar (1875–1915), der Spinnerei am Uznaberg (1877–1915), der Schweizerischen Kreditanstalt (1877–1915), der Rentenanstalt (1879–1885) und der Nordostbahn (1883–90). 
Militärisch bekleidete Landis ab 1875 den Grad eines Brigadiers. 
Landis hatte zweimal geheiratet. 1863 vermählte er sich mit Fanny Hürlimann (1806–1875). Aus dieser Ehe ging unter anderem Clara Landis (1871–1924) hervor, die später den Bundesrat Robert Haab heiratete, und Helene, die den Pfarrer Theodor von Lerber heiratete: Helene von Lerber war Landis’ Enkelin. In zweiter Ehe heiratete er 1876 Barbara Rosine Honegger, mit der er den Sohn Heinrich hatte.
Sein Neffe war der Unternehmer und Politiker John Syz.